# نونو ميغيل ماتشادو سيلفا بيريرا
نونو ميغيل ماتشادو سيلفا بيريرا (4 ديسمبر 1996 في البرتغال - ) هو لاعب كرة قدم برتغالي في مركز حراسة المرمى. لعب مع نادي ليتشويس.

## وصلات خارجية
- نونو ميغيل ماتشادو سيلفا بيريرا على موقع قاعدة بيانات كرة القدم.إي يو (الإنجليزية)
- نونو ميغيل ماتشادو سيلفا بيريرا على موقع Soccerway.com (الإنجليزية)